# Epiclerus panyas
Epiclerus panyas är en stekelart som först beskrevs av Walker 1839.  Epiclerus panyas ingår i släktet Epiclerus och familjen raggsteklar. Arten är reproducerande i Sverige. Inga underarter finns listade i Catalogue of Life.